# Фарнон, Роберт
Роберт Фарнон CM (англ. Robert Farnon) — канадский и британский музыкант, композитор и дирижёр, трубач. Один из известнейших авторов легкой классической музыки, лауреат премий «Грэмми» и Ivor Novello.

## Биография
Роберт Фарнон родился в 1917 году в Торонто. Он был третьим из четырёх детей в семье; его братья Брайан (старший) и Деннис (младший), как и он, завоевали известность в музыкальном мире. Уже к 20 годам Боб Фарнон выступал на радио как трубач, а с 1937 по 1943 год был одним из членов популярного ансамбля Happy Gang, выступавшего на радио CBC. В оркестре CBC он играл первую трубу, а в 1940 году стал его дирижёром после того, как предыдущий руководитель Перси Фейт уехал в США. К 1942 году он уже был автором двух симфоний, которые исполняли ведущие оркестры Северной Америки.
В 1944 году Фарнон прибыл в Европу как дирижёр Канадского оркестра экспедиционных сил союзников — должность, аналогичная той, которую занимал в Американском оркестре Гленн Миллер. Выйдя в отставку после войны, он остался в Англии с её развитой музыкальной индустрией и кинематографом, более соответствующими его амбициям. В Великобритании он переключился на сочинение так называемой легкой классической музыки и в 50-е годы стал одним из ведущих мировых авторов в этом жанре. Он также получил известность как аранжировщик. Некоторое время он возглавляет собственный оркестр — Оркестр Роберта Фарнона, выступающий в радио- и телепередачах BBC, а затем становится постоянным дирижёром компании Decca, записывая многочисленные диски с оркестром, сопровождающим ведущих британских исполнителей. С этой же компанией он выпускает самый известный из своих собственных альбомов — Jumping Bean (1948).
Помимо концертной музыки, Фарнон сочиняет музыку для кино. Он автор музыки к более чем 40 фильмам, включая блокбастеры «Весна на Парк-Лейн», «Май в Мэйфэйр» и «Капитан Горацио Хорнблоуэр». Он тесно сотрудничает с BBC, выпуская целый ряд шлягеров в следующие 20 лет, а в 1962 году записывает с Фрэнком Синатрой единственный в карьере певца альбом за пределами США Great Songs From Great Britain. На следующий год он записывает в Копенгагене альбом Vaughan With Voices с Сарой Вон, а с 1968 года начинается его сотрудничество с Тони Беннеттом. Вместе они записали несколько альбомов, включая концертный диск из Альберт-холла, где Фарнон дирижировал Лондонским филармоническим оркестром. Среди других исполнителей, с которыми он работал, были Джордж Ширинг, Лена Хорн, Хосе Каррерас и Эдди Фишер.
В 2004 году Фарнон написал свою третью симфонию. Премьера была назначена на 14 мая 2005 года, но Фарнон скончался за три недели до этого, 23 апреля 2005 года, на острове Гернси, где он жил на протяжении 46 лет.

## Награды и звания
Роберт Фарнон трижды становился лауреатом главной британской награды в области музыки — Ivor Novello Award (в 1956 году за Westminster Waltz, в 1960 году за Sea Shore, в 1973 году за Colditz March). Кроме того в 1991 году он получил отдельную награду за вклад в британскую музыку. Он трижды номинировался на «Грэмми», в итоге получив эту премию в 1995 году за лучшую инструментальную аранжировку (композиция Lament на диске Джей Джей Джонсона Tangence). В 1998 году он стал кавалером ордена Канады.